# Преображенский собор (Киев, Теремки)
Спасо-Преображе́нский собо́р (Преображе́нский) — православный храм Православной церкви Украины в Киеве между жилыми массивами Теремки-2 и «Лико-град», построенный на благотворительные средства. Архитектурный проект Вадима Жежерина. Художественное решение и все мозаики в храме сделаны под руководством Юрия Левченко.

## История храма
Каменный храм в честь Преображения Господня был заложен на праздник Покрова Пресвятой Богородицы в 2005 году как собор в составе Борисоглебского храмового комплекса УАПЦ (настоятель — протоиерей Юрий Бойко) возле жилых массивов Теремки-2 и Лико-град, а также студенческого городка Киевского национального университета имени Тараса Шевченко. Инициатором строительства храма был почётный президент компании «Лико-Холдинг» Игорь Лысов. Компания «Лико-Холдинг» выступила заказчиком строительных работ, которые проводила дочерняя подрядная организация «Лико-Буд». Игорь Лысов стал председателем приходского совета и ктитором храма.
В 2010 году община во главе с Игорем Лысовым зарегистрировала устав религиозной общины Украинской православной церкви прихода Преображения Господня. Председатель общины Игорь Лысов пригласил предстоятеля УПЦ митрополита Киевского и всея Украины Владимира (Сабодана) освятить собор. Храм был освящён 13 октября 2010 года митрополитом Владимиром. Переход части общины и передача от храма УАПЦ в УПЦ прошли спокойно, без конфликтов.
Настоятелем собора стал архиепископ Александр (Драбинко). Община собора зарегистрирована как ставропигиальная, то есть не входит в структуру благочиний города Киева, но находится непосредственно под попечением митрополита Киевского и всея Украины, предстоятеля УПЦ МП.
В оформлении здания высотой 41,5 м, увенчанного позолоченным куполом, применены осовремененные мотивы древнерусского зодчества (архитектор Вадим Жежерин). Стены в интерьере украшены монументальными мозаичными композициями, их выполнил киевский художник Юрий Левченко. Храм имеет наибольшую площадь мозаик в Киеве.
Особенностью богослужений в соборе является использование украинского языка наравне с церковнославянским. На украинском языке написаны библейские тексты в оформлении интерьера.
Богослужения из собора каждое воскресенье и на большие праздники транслируется в прямом эфире на национальном спутниковом телеканале «Первый Ukraine» и на сайте собора.
В декабре 2018 году храм вместе с митрополитом Александром перешёл в Православную церковь Украины. При этом приход покинули ряд клириков и прихожан.

## Галерея

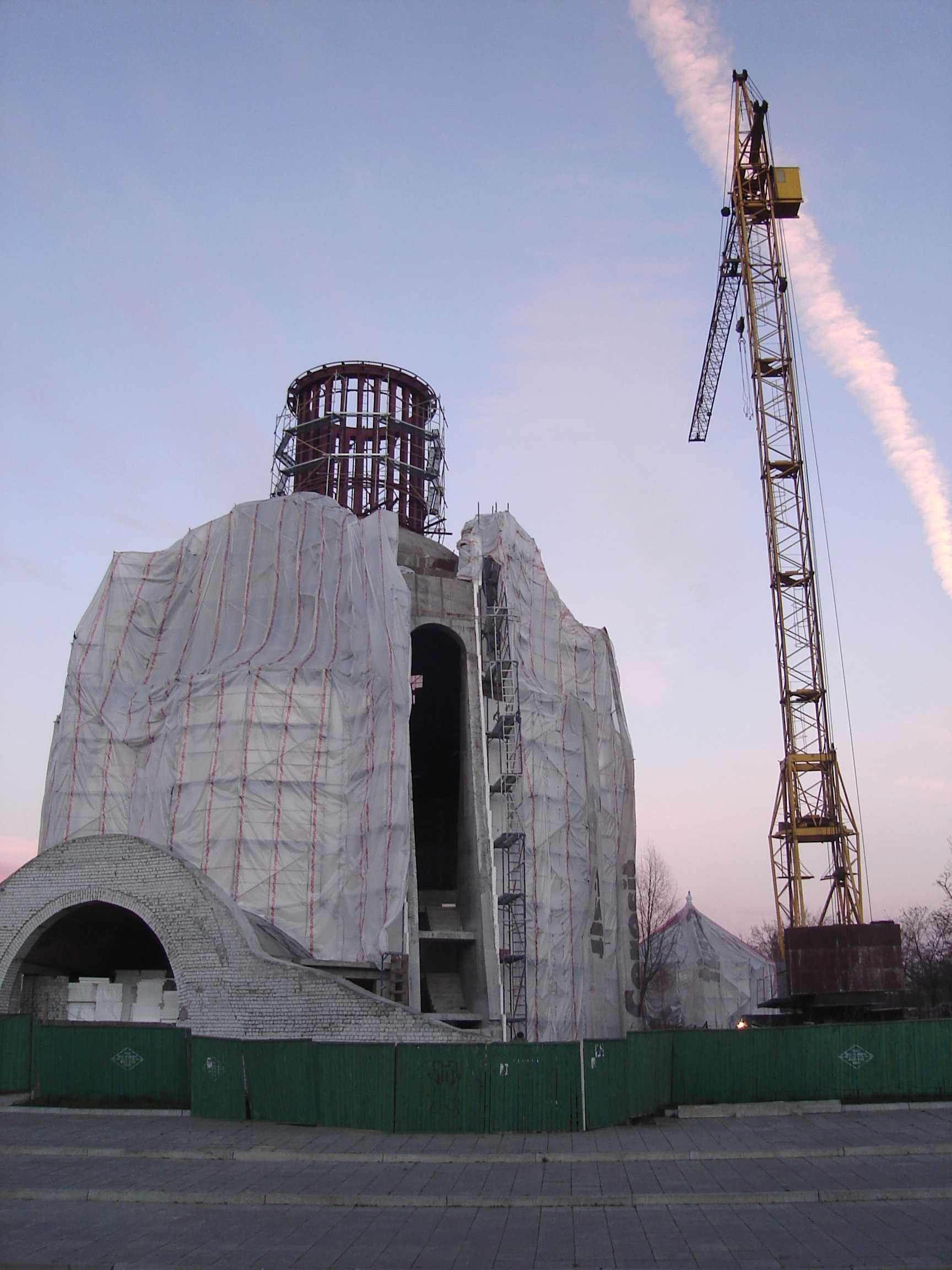
Строительство собора (2006)
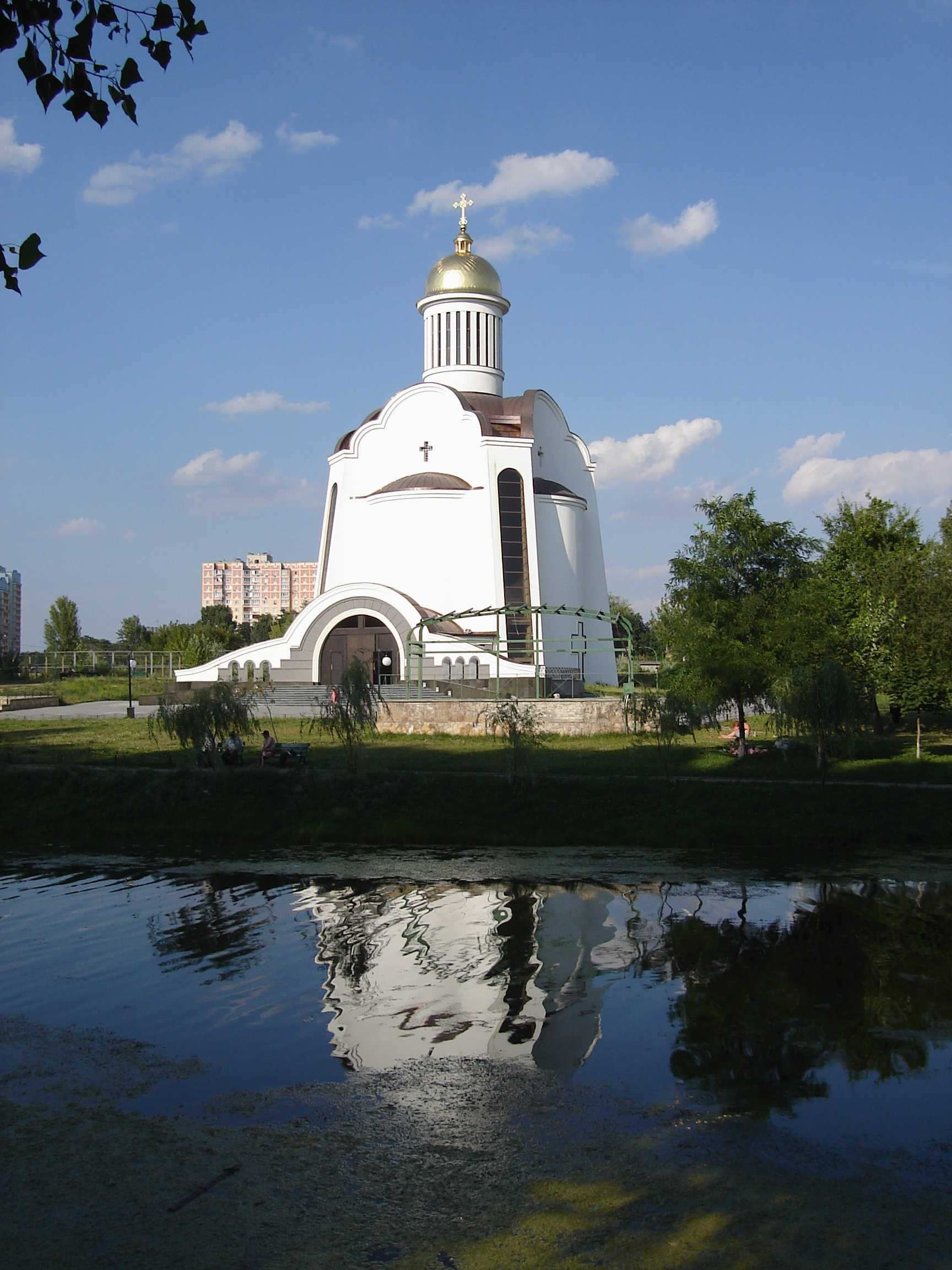
Общий вид
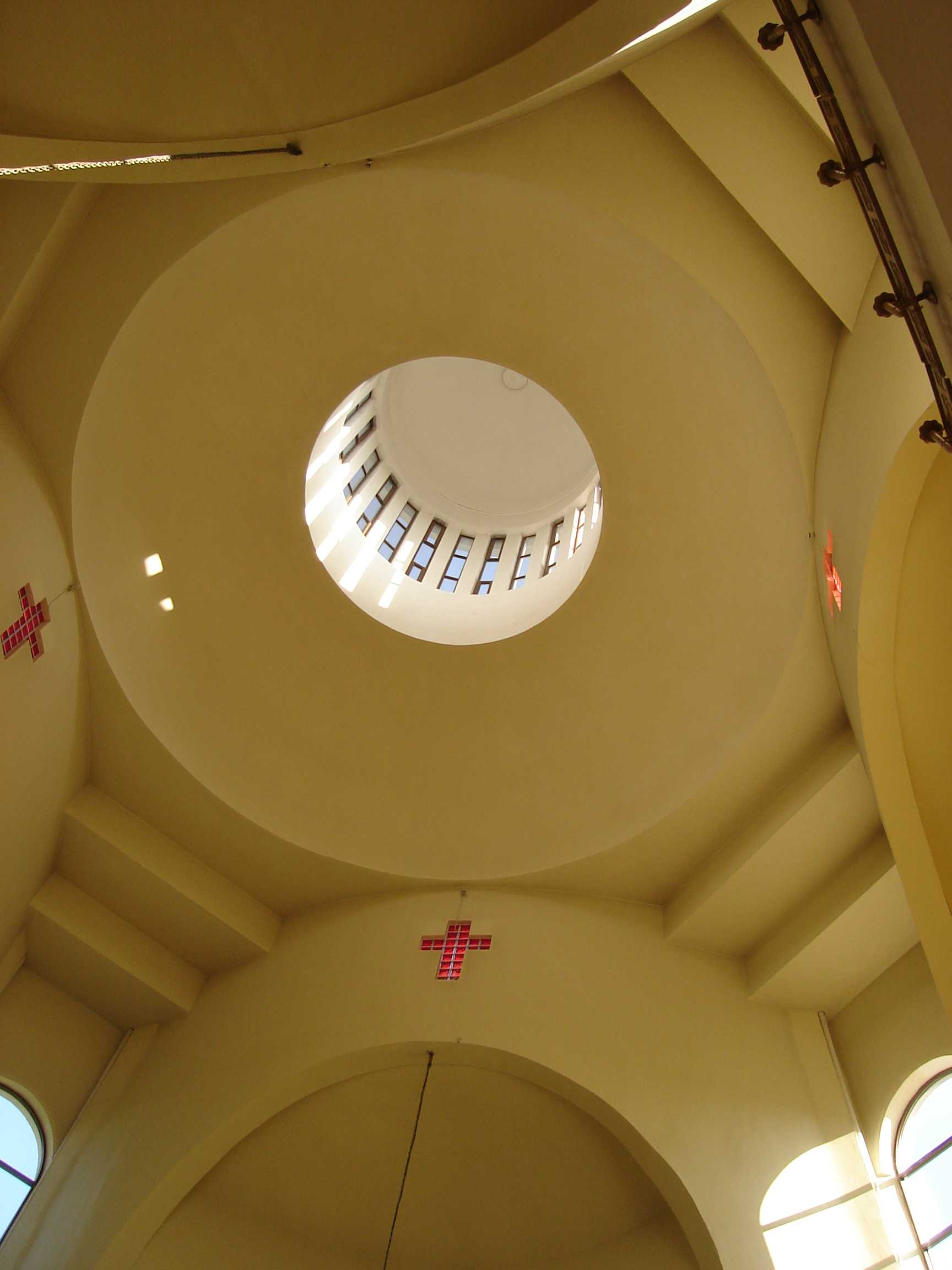
Конструкции в интерьере (2008)
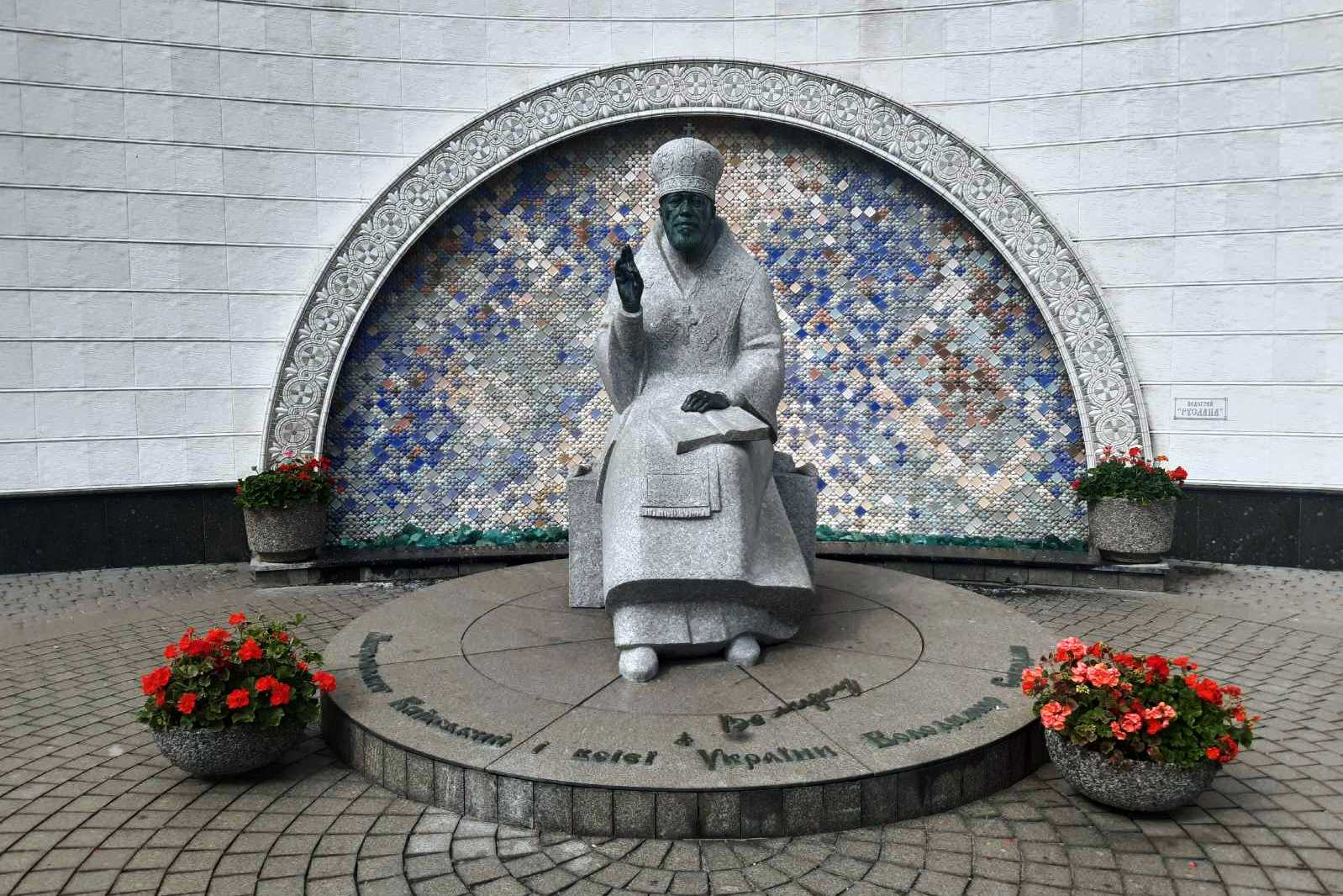
Памятник Блаженнейшему митрополиту Владимиру
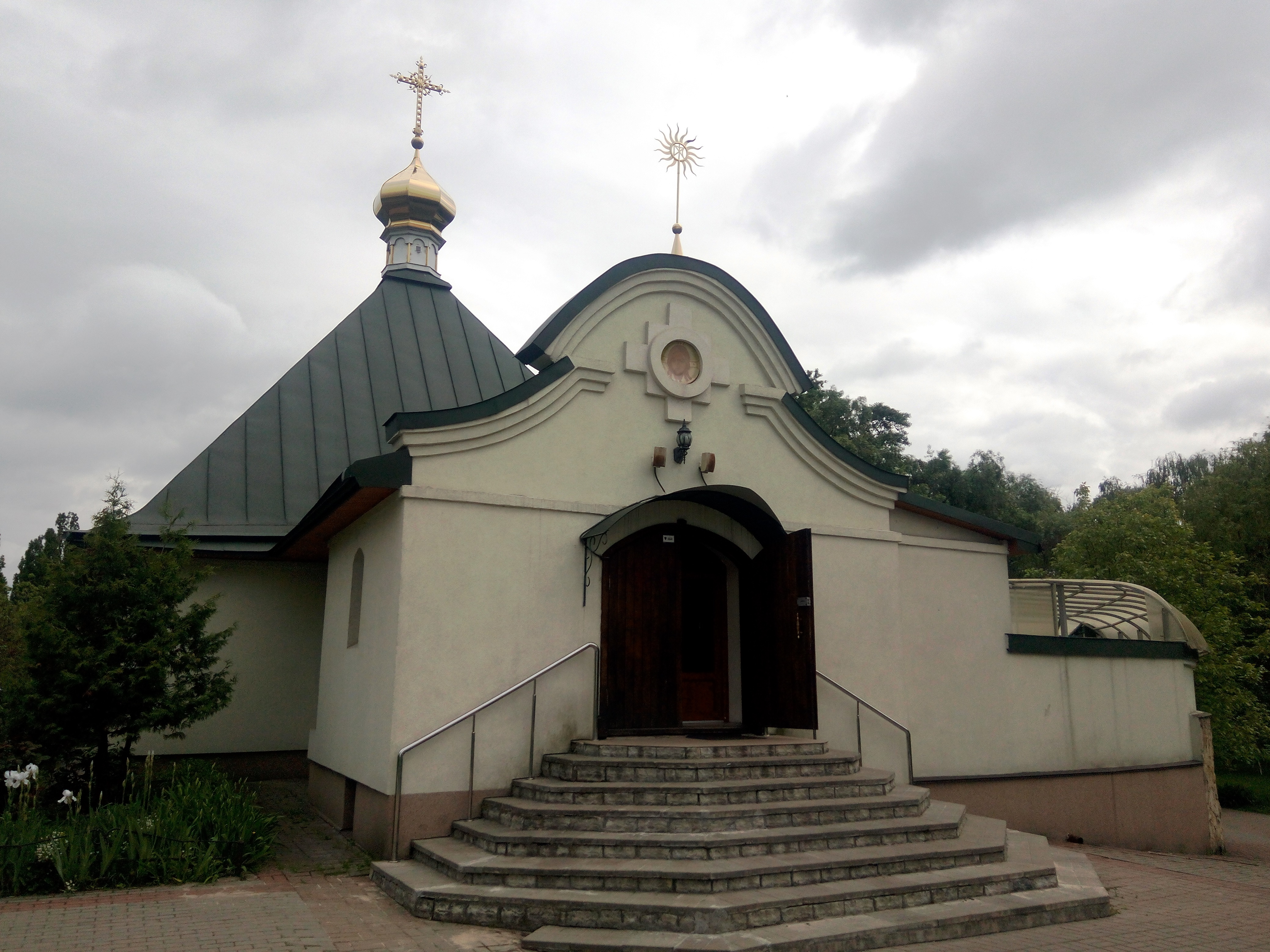
Епархиальный Храм преподобного Стилиана Пафлагонского (ПЦУ)

## Ссылка
- Официальный сайт Преображенского собора на Теремках Архивная копия от 24 ноября 2018 на Wayback Machine.
- Спасо-Преображенский собор